# Heinz Müller
Heinz Müller (16. september 1924 – 25. september 1975) var en tysk landevejscykelrytter som vandt VM i landevejscykling i 1952.